# Teodoric VII d'Holanda
Teodoric VII d'Holanda (? - novembre de 1203), va ser  comte d'Holanda des 1190 a 1203 Era fill de  Florenci III, comte d'Holanda, i d'Ada de Huntingdon.
Al seu adveniment, el Sacre Imperi Romanogermànic estava esquinçat per la guerra entre l'emperador Enric VI i el seu rival el duc de Saxònia i de Baviera Enric XII. L'emperador necessitava el seu suport i va concedir a [Teodoric el dret a percebre impostos dels comerciants flamencs que acudien a Geervliet. Enric li va donar la Grote Waard (Dordrecht i els seus voltants) a compte del bisbat d'Utrecht. També va decidir que el comtat d'Holanda fos transmissible per línia femenina.

## La revolta de Guillem d'Holanda
El seu germà Guillem, que havia seguit al seu pare a la desafortunada tercera Croada, va romandre algun temps més en Palestina assistint a la presa d'Acre per part dels croats després d'un setge de dos anys.
El 1192, Guillem va tornar de Terra Santa i es va enfrontar |al seu germà. Va fer revoltar-se als frisons occidentals i va atacar amb ells el Kennemerland. Teodoric es preparava per combatre'l quan Flandes va envair Zelanda, el que el va obligar a dirigir-se contra els flamencs, deixant la seva esposa, Adelaida de Clèves, la tasca d'oposar-se al progrès de Guillem. Aquesta valerosa dona es va posar al capdavant de les tropes que li havia deixat el seu marit i, mentre que aquest llançava de Zelanda els flamencs, ella va atacar el seu cunyat i els frisons a la vora d'Alkmaar, aconseguint una completa victòria.
Aquesta victòria va obligar a Guillem a reconciliar-se amb el seu germà pel mig d'un tractat que van acordar a Haarlem. Teodoric va violar de seguida les condicions del tractat, perquè va donar ordres secretes a Enric de Kraan, comte de Kuinder, perquè arrestés a Guillem i el tanqués al castell Ter Horst de la diòcesi d'Utrecht. De Kraan va obeir; però algun temps després, Guillem, havent obtingut el favor d'aquell, es va retirar a Gueldre on es va casar amb Adelaida, filla del comte Otó de Gueldre. Aquesta aliança va posar a Guillem en condicions de plantar cara al seu germà. Teodoric va creure que li interessava posar-se d'acord amb el seu germà, perquè els seus assumptes l'obligaven a això. Amb la mediació del comte de Gueldre la reconciliació dels germans es va produir i les condicions de l'acord van ser, en endavant, respectades per tots dos.

## Matrimoni i descendència
El 1186, Teodoric es va casar amb Adelaida de Clèves, filla de Arnold I de Clèves, comte de Clèves i d'Ida de Lovaina. Van tenir dues filles: 
- Adela, morta el 1203, promesa a Enric de Gueldre, primogènit d'Otó I de Gueldre
- Ada (1188 - 1223), comtessa d'Holanda, casada el 1203 amb Lluís II (? - 1218), comte de Looz